# Acanthallagma luteum
Acanthallagma luteum – gatunek ważki z rodziny łątkowatych (Coenagrionidae). Występuje w Ameryce Południowej – w Amazonii. Znany jedynie z dwóch stanowisk w Brazylii (w stanach Rondônia i Pará), oddalonych od siebie o około 2100 km, ale prawdopodobnie jest bardziej rozprzestrzeniony.